# Yezoceryx areolus
Yezoceryx areolus är en stekelart som beskrevs av Wang 1993. Yezoceryx areolus ingår i släktet Yezoceryx och familjen brokparasitsteklar. Inga underarter finns listade i Catalogue of Life.